# Lagochilus

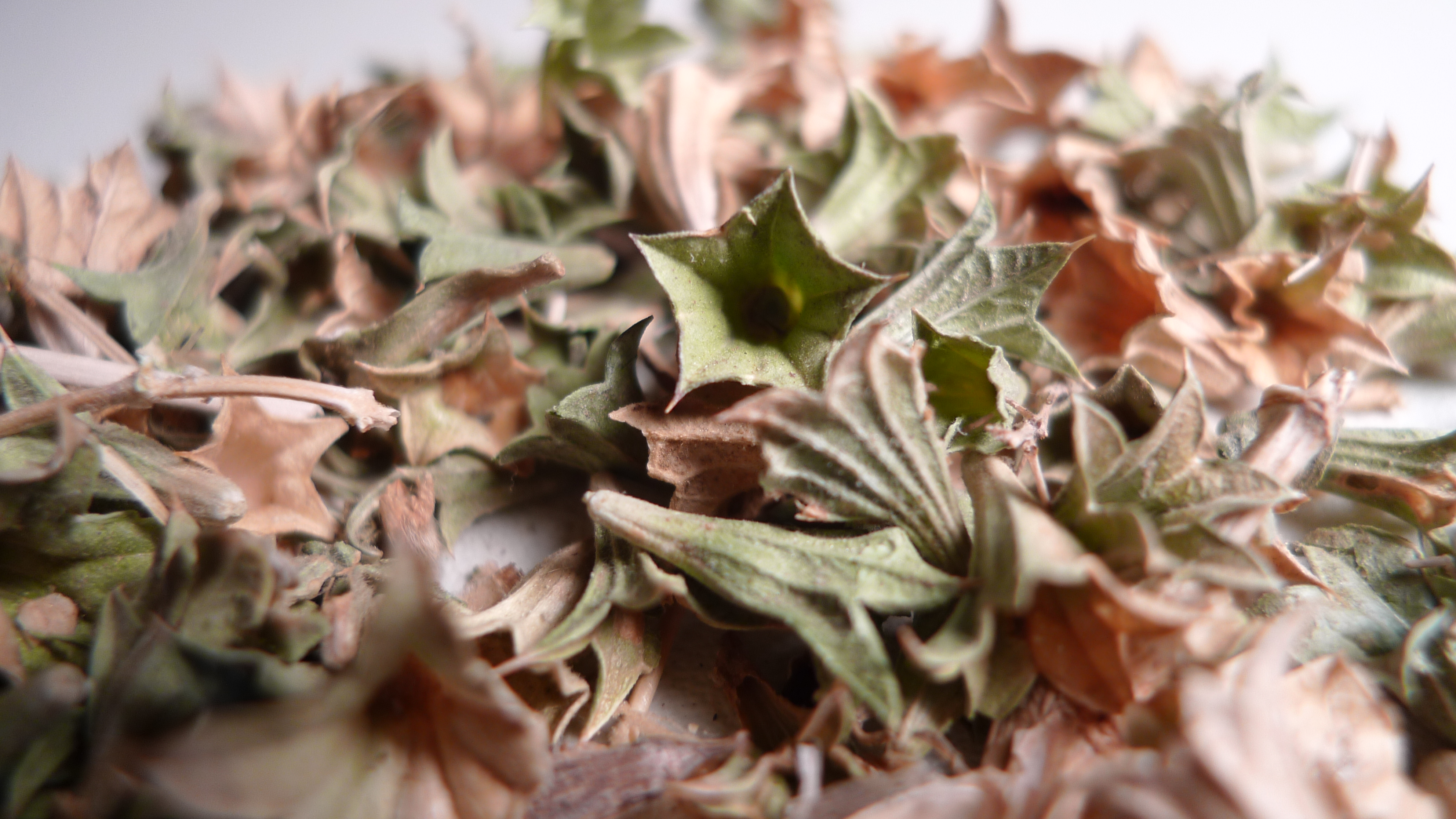
Susz Lagochilus inebrians

Lagochilus – rodzaj roślin z rodziny jasnotowatych. Obejmuje 45 gatunków. Rośliny te występują w Azji: od Kaukazu, Kazachstanu, Iranu i Pakistanu, poprzez Azję Środkową, po środkowe i północne Chiny. W Europie rodzaj obecny jest we wschodniej części (przeduralskiej) Rosji. Rośliny te rosną zwykle w miejscach suchych, na zboczach wzgórz, w dolinach i na pustyniach.
Do sporządzania napoju odurzającego w Azji Środkowej wykorzystywane są szczytowe części pędów Lagochilus inebrians. Rośliny te wykorzystywane sa także jako lecznicze. Niektóre gatunki uprawiane są jako ozdobne.

## Morfologia
PokrójByliny i półkrzewy o drewniejącej szyi korzeniowej. Łodygi sztywne, pokryte rzadkimi włoskami.
LiścieBlaszka rombowata, całobrzega albo dłoniasto lub pierzasto klapowana, z łatkami kolczastymi.
KwiatyZebrane po 2 do 10 w okółki, które zwykle wsparte są kolczastymi podsadkami. Kielich dzwonkowaty lub rurkowato-dzwonkowaty, prosty, 5-żyłkowy, z 5 ząbkami równej długości lub z 3 górnymi łatkami dłuższymi (nierzadko dłuższymi od rurki), kolczastymi na szczycie. Korona kwiatu od zewnątrz owłosiona, z dwiema wargami. Górna jest podługowata, prosta, mniej lub bardziej wysklepiona, podzielona na końcu na 2 lub 4 ząbki. Dolna warga trójłatkowa, ze środkową łatką największą i dwuklapową. Pręciki cztery, wystają poza koronę lub nie, pylniki równoległe lub rozchylone, orzęsione. Szyjka słupka nitkowata, na szczycie z rozwidlonym znamieniem.
OwoceNiełupki podługowato-jajowate, czas nieco spłaszczone, na szczycie zaokrąglone lub ucięte, ogruczolone, owłosione lub nagie.

## Systematyka
Pozycja systematyczna
Rodzaj z plemienia Leonureae w obrębie podrodziny Lamioideae z rodziny jasnotowatych Lamiaceae.
Wykaz gatunków
- Lagochilus acutilobus (Ledeb.) Fisch. & C.A.Mey.
- Lagochilus alutaceus Bunge
- Lagochilus androssowii Knorring
- Lagochilus aucheri Boiss.
- Lagochilus balchanicus Czerniak.
- Lagochilus botschantzevii Kamelin & Tzukerv.
- Lagochilus bungei Benth.
- Lagochilus cabulicus Benth.
- Lagochilus cuneatus Benth.
- Lagochilus diacanthophyllus (Pall.) Benth.
- Lagochilus grandiflorus C.Y.Wu & S.J.Hsuan
- Lagochilus gypsaceus Vved.
- Lagochilus hindukushi Kamelin & Gubanov
- Lagochilus hirsutissimus Vved.
- Lagochilus hirtus Fisch. & C.A.Mey.
- Lagochilus hispidus (Bél.) Fisch. & C.A.Mey.
- Lagochilus ilicifolius Bunge ex Benth.
- Lagochilus inebrians Bunge
- Lagochilus kaschgaricus Rupr.
- Lagochilus khorassanicus Zeraatkar, F.Ghahrem. & Joharchi
- Lagochilus knorringianus Pavlov
- Lagochilus kschtutensis Knorring
- Lagochilus lanatonodus C.Y.Wu & S.J.Hsuan
- Lagochilus leiacanthus Fisch. & C.A.Mey.
- Lagochilus longidentatus Knorring
- Lagochilus lorestanicus Dehshiri & Mozaff.
- Lagochilus macracanthus Fisch. & C.A.Mey.
- Lagochilus nevskii Knorring
- Lagochilus occultiflorus Rupr.
- Lagochilus olgae Kamelin
- Lagochilus paulsenii Briq.
- Lagochilus platyacanthus Rupr.
- Lagochilus platycalyx Schrenk ex Fisch. & C.A.Mey.
- Lagochilus proskorjakovii Ikramov
- Lagochilus pubescens Vved.
- Lagochilus pungens Schrenk
- Lagochilus quadridentatus Jamzad
- Lagochilus schugnanicus Knorring
- Lagochilus seravschanicus Knorring
- Lagochilus setulosus Vved.
- Lagochilus subhispidus Knorring
- Lagochilus taukumensis Tzukerv.
- Lagochilus turkestanicus Knorring
- Lagochilus vvedenskyi Kamelin & Tzukerv.
- Lagochilus xianjiangensis G.J.Liu